# 迪阿巴利戰鬥
迪阿巴利戰役（法語：Bataille de Diabaly）是在2013年1月24日至1月31日期間，於馬利迪阿巴利爆發的戰鬥。伊斯蘭組織佔據了城市一星期的時間，但是馬利軍隊藉著法軍進行空襲的協助之下，最終收復迪阿巴利。